# Xestia cinerascens
Xestia cinerascens är en fjärilsart som beskrevs av Smith 1891. Xestia cinerascens ingår i släktet Xestia och familjen nattflyn. Inga underarter finns listade i Catalogue of Life.